# Музыкальный университет имени Фридерика Шопена
Музыкальный университет имени Фридерика Шопена (пол. Uniwersytet Muzyczny Fryderyka Chopina) — высшее музыкальное учебное заведение в Варшаве, старейшее в Польше и одно из старейших в мире.

## История
В 1810 году актёром и режиссёром Войцехом Богуславским в Варшаве была основана школа для оперных певцов и театральных актёров.
В 1820 году Юзеф Эльснер преобразовал школу в институт музыки и декламации, вошедший в состав недавно созданного Варшавского университета. После Польского восстания 1830 года указом императора Николая I институт был временно закрыт.  

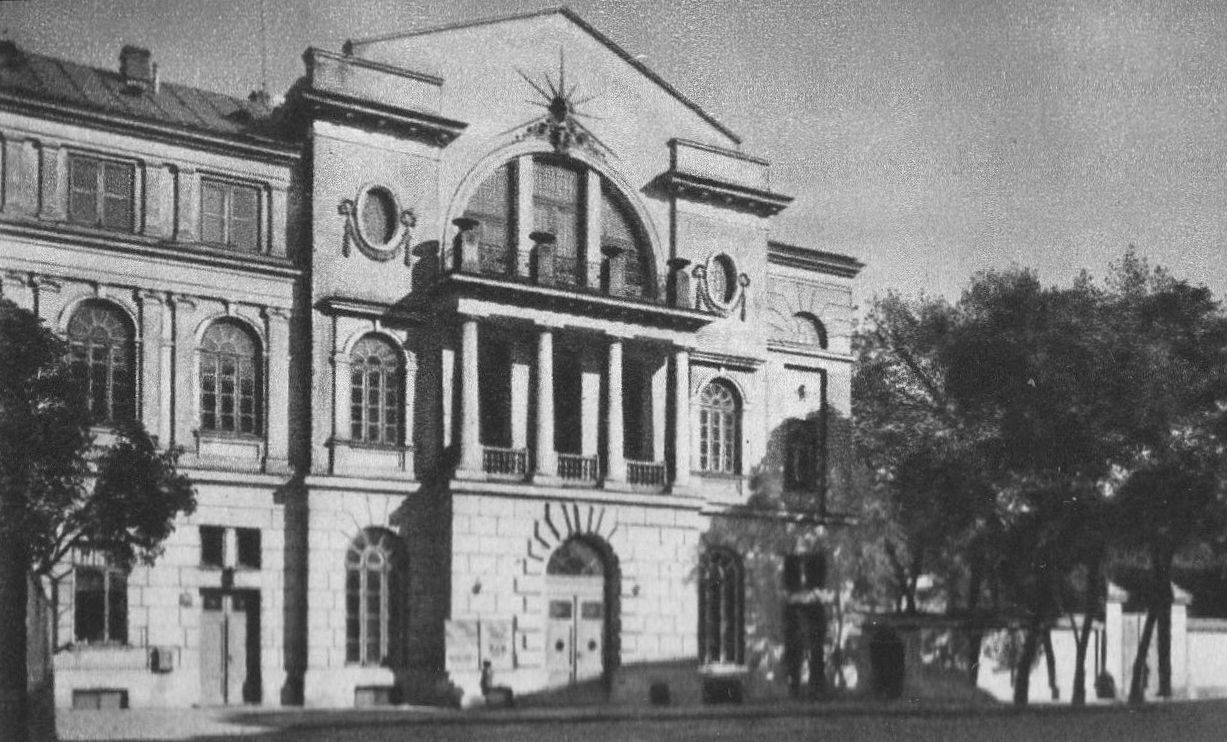
Варшавская консерватория, 1939

В 1861 году он открылся вновь под названием «Варшавский институт музыки». 
В 1918 году, после обретения Польшей независимости, институт получил государственный статус и стал называться Варшавской консерваторией. 
Во время Второй мировой войны старое здание консерватории было полностью уничтожено. 
После войны, в 1946 году, вместе с новым зданием, консерватория получила новое название — Высшая государственная школа музыки. В 1979 году ей было присвоено имя Фридерика Шопена.
В 2008 году учебное заведение получило своё современное название — Музыкальный университет имени Фридерика Шопена.

## Известные выпускники
Среди выпускников Варшавской консерватории разных лет — выдающиеся музыканты разных поколений, в том числе Фридерик Шопен, Ян Падеревский, Витольд Лютославский, Кароль Шимановский, Станислав Монюшко, Ванда Ландовска, Микалоюс Константинас Чюрлёнис, Эугениуш Моравский-Домброва, Пётр Лашер, Бронислав Рутковский, Войтех Гавронский, Войчех Зелиньский, Владислав Шпильман и др.